# Émile Clermont
Émile Clermont, född 15 augusti 1880, död 1916, var en fransk författare.
Clermont stupade i första världskriget. Han utgav endast två romaner, Amour promis (1910) och Laure (1911), men räknades vid sin död till den unga franska generationens främsta författare. Postumt utgavs fragment av hans ofullbordade roman Historire d'Isabelle (1917) och Le passage de l'Aisne (1921).